# Gillertjärnen (Älvdalens socken, Dalarna)
Gillertjärnen är en sjö i Älvdalens kommun i Dalarna och ingår i Dalälvens huvudavrinningsområde.